# Скијашке ципеле
Скијашке ципеле су обућа која се користи у скијању како би се скијаш причврстио за скије помоћу скијашких везова. Комбинација скија/чизма/везивање користи се за ефикасан пренос управљачких улога са ногу скијаша на снег. Називају се још и панцерице или скијашке чизме. Оне су данас обавезни реквизит сваког скијаша. 

## Историјат
Скијашке ципеле биле су кожне зимске чизме, које су се уз скије држале кожним каишевима.  Како је скијање постајало специјализованије, тако су се скијашке ципеле такође развијале, што је довело до поделе дизајна између дизајна за алпско скијање и скијашко трчање.
Савремено скијање се развило као свеукупни спорт за скијање узбрдо, спуст и крос.  Увођење везивања тракама започело је паралелну еволуцију везивања ципела.  Повез је петљом причврстио ремен око задњег дела чизме како би га држао напред у металну чашу на ножном прсту.   Чизме са ђоном продуженим уназад како би се створила прирубница за чврсто затварање трака, постале су уобичајене, као и дизајни са полукружним удубљењима на пети у исту сврху.
Ефикасно скијашко трчање захтева да се чизма савије напред како би се омогућило корачно кретање, па су чизме дизајниране око ђона који омогућава савијање напред, а стопало је  и даље релативно чврсто са стране.  Горњи део, манжетна, био је релативно мекан, дизајниран првенствено за удобност и топлоту.  Савремене ципеле за скијашко трчање остају готово непромењене од 1950-их, иако су модерни материјали заменили кожу и друга природна влакна.
Увођењем жичара, елиминисана је потреба за скијањем да би се дошло до врха брда, а префериран је био много тврђи дизајн, који је пружао бољу контролу над скијом при скијању низбрдо.  Кључни развој био је проналазак везице за  Кандахарски тип везивања 1928. године, која је пету чврсто причврстила на скију и помоћу јаке опруге повукла чизму напред у гвожђе за прсте.  Дизајн је захтевао тврђи, ојачани ђон за чизму, често изграђен на дрвеном држачу.   Уведене су нове чизме које су куване у уљу или натопљене лепком да би ојачале горњу манжетну.  Оне су биле генерално неудобне, посебно током почетног периода ношења.  Кад би се разгазиле, брзо су се омекшавале и губиле на неопходној чврстини.  Скијаши су обично имали само неколико недеља да носе одређени пар пре него што више није био употрбљив.   Још један покушај да се учврсти веза нога / скија била је „дугачка ременица“, дугачка кожна трака причвршћена директно на скију која је неколико пута била омотана око потколенице, а затим затворена копчама.  Ово је понудило велико побољшање у контроли, али је повећало ризик од повреда у случају несреће. 

## Алпске скијашке ципеле
Модерне алпске скијашке ципеле имају чврсте ђонове и причвршћују се на скију на ножном и петном делу помоћу опруге.  Веза између чизме и везивања стандардизована је према ИСО 5355, који дефинише величину и облик тврдих пластичних прирубница у делу чизме код прста и пете.  Величине скијашких ципела уређене су Мондопоинт системом.

### Предњи улаз
Чизме са предњим уласком (или „горњим уласком“, ретко  „оне које се преклапају“ или „Ланге“) су примарни дизајн чизама у току већег дела  историје скијашког спуста.  Дизајн се развио из постојеће кожне чизме у неколико корака.
Швајцарска фабрика Хенке је 1956. године представила копчу, користећи заменљиве везице помоћу средишњих полуга које је патентирао Ханс Мартин.  Везице су рашириле терет на више ушица у кожи, док су копче концентрисале терет на само неколико тачака.  Да би се поново рашириле, чизме су имале преклопнике у облику слова С који су се протезали преко отвора на месту где би биле везице, до оне стране где су се налазиле копче.  Они су имали додатну предност, помажући и у спречавању уласка снега у предњи део ципеле.
Почетком  1960. Боб Ланге је експериментисао са начинима замене коже пластиком.  Рани примери користили су дизајн горњег везивања, али 1964. године комбиновао је нову, флексибилнију полиуретанску пластику са Хенкеовим системом преклопних поклопца и копчи да би произвео прву препознатљиво модерну скијашку ципелу.  Примери производње појавили су се 1966. године, а када је Нанси Грин почела да побеђује на њима, пластична чизма постала је обавезан предмет.  Замена коже пластиком драматично је побољшала крутост и контролу, заједно са издржљивошћу и топлотом (кожне чизме су имале могућност упијања, што је доводило до влажних, смрзнутих стопала).  Временом је манжетна око ноге еволуирала према горе, почевши мало изнад зглоба попут кожних чизама, али се до 1980-их подигла на тачку око половине колена.  Од тада су се на овом основном дизајну догодиле само мање промене. Готово све модерне чизме са предњим улазом састоје се од два дела, једног око стопала, а другог око потколенице.  Они су спојени заковицама / ротирајућим зглобовима близу зглоба који омогућавају нози да се окреће напред, али не у бокове.  Ово омогућава изврсну контролу преношењем и најмањих бочних покрета ноге на скију.  Међутим, крута манжетна се такође веома тешко ставља и скида.  Поред тога, јер се чизма стеже преко стопала, повлачећи бочне стране према унутра, тешко је израдити један дизајн који одговара низу облика и величина стопала.  То доводи до услуга модификовања шкољки, када се чизма растегне тако да стане на ногу скијаша, обично загревањем пластике и притиском на место.  Ово је познато и као „дување“ („ударање“, „гурање“).  Понекад ће се материјал спљескати са чизмом како би се обезбедило више простора. Ово се обично користи само код предњих дизајна, други дизајни обично укључују много више простора у пределу стопала јер се не стежу на исти начин.

### Задњи улаз
Чизме са задњим уласком су на тржиште раних 1970-их браћа Хансон решила питање стављања и искључивања конвенционалних чизама, истовремено обезбеђујући генерално боље ношење.  Дизајни са задњим улазом били су веома популарни 1980-их, посебно Саломон дизајни попут скијашки оријентисаног СКС 91 Екуип.
У задњем дизајну, цело подручје стопала и ђон су једна целина слична папучи.  Манжетна за ноге је подељена на два дела, са предњим и задњим одељком који се спајају у тачки шарке на зглобу.  Задња половина манжетне може се окретати далеко према назад, отварајући се широко за лакши улазак.  Затварање везазакључава покретни задњи део напред на предњу половину, формирајући чврсту манжетну која се окреће око заковица у чланку попут уобичајеног дизајна са предњим улазом.  Како је подручје ножних прстију из једног дела и нема копче за подешавање, чизме са задњим уласком могу имати знатни „нагиб“, а за решавање овог проблема коришћени су различити системи везица, плоча или мехура напуњених пеном.  Добра страна овог приступа је што се површина стопала може повећати, тако да стане на скоро свако стопало. Дизајн задњег улаза је пао из популарности деведесетих година 20. века због избегавања скијаша у потрази за бржим и лакшим обувањем.  Недавна побољшања чизама са предњим и средњим улазом, пре свега у областима удобности и лакоће уласка / изласка, умањила су популарност дизајна са задњим уласком чак и у рекреативним улогама, иако модели средње класе остају уобичајени за изнајмљивање ципела.

### Троделне
Троделне (или „отвореног грла“) чизме први је развио Мел Дејлбаут (око 1969), који је те године увео круту шкољку од магнезијума (Brixia је исту ствар урадила са њиховом алуминијумском шкољком отприлике у исто време).  Велика предност је била у томе што је главна љуска била један комад који је у свим тачкама био испупчен, што значи да се могао лако произвести помоћу калупа за чепове.  Уобичајене чизме са преклопним везицама захтевале су сложеније поступке обликовања.  Инжењери у Henke, Heierling, Sanmarco и Caber видели су предност за брзо обликовање, а пластичне троделне чизме биле су на тржишту до 1972. године, када је Роланд Kолломбин освојио олимпијски спуст у Хенке Страто. 
Дизајнер чизама Свен Kумер је касније побољшао дизајн таласатим језичком, а ову технику је комерцијализовала компанија Комфор Продукт у Аспен у Колораду у власништву бившег скијаша Ерика Гисеа.  Гисе је лиценцирао Кумеров концепт за швајцарску компанију „Raichle-Molitor“;  компанија га је представила 1979. године као Флексон, који је постао веома популаран међу скијашима у спусту и могул (акробатским) скијашима.  Флекон је био изузетно популаран међу професионалним скијашима, посебно за акробатски и слободни стил, али низ пословних грешака избацио је Раицхлеа из пословања крајем 1990-их.  Неколико компанија данас производи тродимензионалне дизајне, који се често називају „кабрио“ чизмама (према кабриолет возилима кабриолета, и поново постају популарни модели. Дизајн подсећа на конвенционални дизајн са предњим улазом, са одвојеним одељцима стопала и ногу закованим у глежњу.  Међутим, преклопне везице ових дизајна су одсечени, остављајући отвор налик на прорез који иде низ предњи део ноге и преко стопала.  Одвојени пластични језичак постављен је преко овог отвора на предњој страни чизме и закопчан да би га затворио.  Отворена манжетна („грло“) олакшава обување и скидање чизама, а обликовање језика омогућава потпуну контролу над савијањем напред.  Једна шкољка се може користити са различитим језицима како би се обезбедио потребан флексибилни узорак од тркачког крутог до меког слободног стила.

### Хибридна кожа
Увођење пластичних чизама 1960-их навело је бројне компаније да уведу „хибридне“ чизме са пластичним уметцима за додатну бочну чврстоћу.  Они су били широко распрострањени крајем 1960-их, посебно из велике колекције италијанских дизајнера у Монтебеллуни, пре него што су почели да уводе сопствене дизајне од  пластике.  Типични дизајни користили су пластични уметак који се омотавао око пете и протезао се до тачно испод зглоба, омогућавајући скијашу да присили ногу бочно и нудећи одређену контролу ивица.  Други, посебно Раицхле Фибер Џет из 1968, умотали су меку кожну чизму у спољну шкољку од фибергласа, производећи бочни дизајн који није био нарочито успешан.  Хибридни дизајн често укључује елементе бочних или троделних дизајна.  На пример, Фибер Џет има много заједничког са дизајном Роземаунт.

### Бочни улаз
Представљен од стране Роземаунт-а 1965. године, дизајн са бочним улазом састојао се од готово потпуно затворене шкољке са изрезаним делом на једној страни.  Изрез је био прекривен поклопцем који је лежао на задњем делу чизме, окрећући се уназад да би се отворио.  Улазак је био врло једноставан, једноставно провлачењем ноге бочно кроз отвор, затим затварањем поклопца затварајући и натезањем покривача од тканине преко њега да га закопчате.  Док су се горњи и доњи делови отворили, са бочних страна су биле потребне металне плоче да би се механички повезала два дела.  Проблем је био у томе што се чизма није савршено пријањала дуж споја, омогућавајући снегу да се пробије у чизму, иако су побољшања била стална.  Овај дизајн изашао је из употребе седамдесетих година 20. века, јер су чизме са предњим улазом са већим манжетнама постале углавном универзалне. 

### Спољни оквири
Скијашка ципела пружа четири функције;  штите ногу од елемената, пружајући тачку причвршћивања за везивање и преносећи силе између ноге и скије.  У теорији нема разлога да се оне комбинују у једну целину, а неколико дизајна је поделило ове функције.  Један од примера је Нава систем из 1980-их, који је користио меку чизму која се урезала у прилагођене везове и руку која се протезала од задњег везивања за омотавање ноге и пружање бочне контроле. 

### До колена
1980. представљена су четири дизајна која су се све подигла до тачке испод колена.  Испод су биле нормалне скијашке ципеле, али су користили продужени језик који се причвршћивао око натколенице на различите начине.  Нудили су много већу контролу ивица, а многе друге компаније су их брзо копирале.  Сви су нестали до 1983. године, жртва углавном моде - скијашке панталоне нису им одговарале.  Ниједна се не производи данас. 

## Нордијске скијашке ципеле

### Теренско трчање и телемарк
Теренске чизме, као и сва нордијска опрема, причвршћују се за скију обично само на врху ципеле и могу да се савијају на предњем делу стопала слично као и нормална ципела или чизма.  Теренске чизме углавном користе један од четири система за причвршћивање;  ННН (нова нордијска норма), 75 мм нордијска норма („трокрако“ везивање, „75НН“), д-прстен или СНС (Саломонов нордијски систем).  Четири-пински систем везивања сличан 75НН некада је био популаран у СССР-у.  Нова веза Саломон Пилот сада се широко користи за трке јер користи две тачке повезивања тако да скијаш има већу стабилност и контролу над скијом.  Како су ове чизме намењене за путовања по углавном равном терену, прилагођене су за малу тежину и ефикасност кретања.
Телемарк се односи на одређену технику за извођење скретања на спусту на нордијској опреми.  То је резултирало високо специјализованом опремом дизајнираном за боље перформансе у спусту.  До 1992. године Телемарк чизме су у основи биле тешке кожне чизме са предњим делом ђона прилагођеним нордијској норми од 75 мм.  Увођење везивања Нове Телемарк норме (НТН) 2007. године драматично је променило технику. Од тада су пластичне чизме постале све чешће и сада чине готово све Телемарк чизме.  Пластика омогућава бочно чвршћу чизму, а истовремено омогућава слободу савијања на предњем делустопала коришћењем мехова.  Чизме намењене за више теренских путовања углавном имају нижу манжетну, мекши флекс и лакшу тежину.  Чизме специјализоване за спуст имају више манжетне, тврђи флекс и већу тежину.  Чизме Телемарк су готово увек опремљене гуменим ђоном.

### Алпско трчање
Иако се алпско трчање сматра алпским спортом, он у основи комбинује крос  узбрдо и  конвенционалне алпске технике на спусту.  Опрема која се користи се најчешће  пореди са модерним системима телемарк-а, са чврстом пластичном чизмом која нуди добру контролу у спусту и системом везивања који јој омогућава да се окреће у пределу  прстију за крос трчање. Различити модели компензују малу тежину у односу на  перформансе током спусту.  Имају покретни, гумени ђон који омогућава лакше ходање.  То значи да се они неће уклапати у уобичајене алпске везове.  Уместо тога, веза између алпинистичких чизама и везова дефинисан је ИСО 9523. Постоје и друге методе причвршћивања, а међу њима су истакнути Тецх везиви и спојеви које је Динафит први пут комерцијализовао као ТЛТ.  Још увек нису обухваћени међународним стандардом.